# Japans curlingteam (vrouwen)
Het Japanse curlingteam vertegenwoordigt Japan in internationale curlingwedstrijden.

## Geschiedenis
Japan nam voor het eerst deel aan een internationaal toernooi tijdens het Pacifisch-Aziatisch kampioenschap van 1991, dat in eigen land georganiseerd werd. Japan won het toernooi van Australië, de enige andere deelnemer. In totaal wist Japan vijftien titels te verzamelen, waarmee het de eeuwige recordhouder is. Het toernooi werd na de editie van 2021 opgedoekt en vervangen door het pan-continentaal kampioenschap. De eerste editie van het toernooi werd meteen gewonnen door de Japanse dames. Het is tot op heden de enige Japanse titel op dit toernooi.
Op het wereldkampioenschap was Japan tot op heden 28 keer present. In 2016 wist het land voor het eerst een medaille te winnen. Japan haalde de finale, waarin het verloor van Zwitserland. In 1998 had Japan het voorrecht gastheer te zijn van het eerste olympische curlingtoernooi voor vrouwen. In eigen land eindigden de Japanse dames op de vijfde plaats. In 2018 ging Japan voor het eerst met een olympische medaille aan de haal: in Pyeongchang won Japan de kleine finale om het brons van Groot-Brittannië. Vier jaar later haalde Japan de finale, die van datzelfde Britse team verloren werd.

## Japan op de Olympische Spelen
| \| Jaar \| Plaats \| Skip \| WG \| W \| V \| PV \| PT \| \| ---- \| ------ \| ---------------- \| -- \| - \| - \| -- \| -- \| \| 1998 \| 5 \| Mayumi Ohkutsu \| 7 \| 2 \| 5 \| 38 \| 48 \| \| 2002 \| 8 \| Akiko Katoh \| 9 \| 2 \| 7 \| 47 \| 66 \| \| 2006 \| 7 \| Ayumi Onodera \| 9 \| 4 \| 5 \| 53 \| 60 \| \| 2010 \| 8 \| Moe Meguro \| 9 \| 3 \| 6 \| 64 \| 70 \| \| 2014 \| 5 \| Ayumi Ogasawara \| 9 \| 4 \| 5 \| 59 \| 67 \| \| 2018 \| 3 \| Satsuki Fujisawa \| 11 \| 6 \| 5 \| 71 \| 66 \| \| 2022 \| 2 \| Satsuki Fujisawa \| 11 \| 6 \| 5 \| 75 \| 78 \| |        |                  |    |   |   |    |    |
| Jaar | Plaats | Skip             | WG | W | V | PV | PT |
| 1998 | 5      | Mayumi Ohkutsu   | 7  | 2 | 5 | 38 | 48 |
| 2002 | 8      | Akiko Katoh      | 9  | 2 | 7 | 47 | 66 |
| 2006 | 7      | Ayumi Onodera    | 9  | 4 | 5 | 53 | 60 |
| 2010 | 8      | Moe Meguro       | 9  | 3 | 6 | 64 | 70 |
| 2014 | 5      | Ayumi Ogasawara  | 9  | 4 | 5 | 59 | 67 |
| 2018 | 3      | Satsuki Fujisawa | 11 | 6 | 5 | 71 | 66 |
| 2022 | 2      | Satsuki Fujisawa | 11 | 6 | 5 | 75 | 78 |

## Japan op het wereldkampioenschap
| Jaar | Plaats        | Skip           | WG            | W             | V             | PV            | PT            |
| ---- | ------------- | -------------- | ------------- | ------------- | ------------- | ------------- | ------------- |
| 1979 | Geen deelname | Geen deelname  | Geen deelname | Geen deelname | Geen deelname | Geen deelname | Geen deelname |
| 1980 | Geen deelname | Geen deelname  | Geen deelname | Geen deelname | Geen deelname | Geen deelname | Geen deelname |
| 1981 | Geen deelname | Geen deelname  | Geen deelname | Geen deelname | Geen deelname | Geen deelname | Geen deelname |
| 1982 | Geen deelname | Geen deelname  | Geen deelname | Geen deelname | Geen deelname | Geen deelname | Geen deelname |
| 1983 | Geen deelname | Geen deelname  | Geen deelname | Geen deelname | Geen deelname | Geen deelname | Geen deelname |
| 1984 | Geen deelname | Geen deelname  | Geen deelname | Geen deelname | Geen deelname | Geen deelname | Geen deelname |
| 1985 | Geen deelname | Geen deelname  | Geen deelname | Geen deelname | Geen deelname | Geen deelname | Geen deelname |
| 1986 | Geen deelname | Geen deelname  | Geen deelname | Geen deelname | Geen deelname | Geen deelname | Geen deelname |
| 1987 | Geen deelname | Geen deelname  | Geen deelname | Geen deelname | Geen deelname | Geen deelname | Geen deelname |
| 1988 | Geen deelname | Geen deelname  | Geen deelname | Geen deelname | Geen deelname | Geen deelname | Geen deelname |
| 1989 | Geen deelname | Geen deelname  | Geen deelname | Geen deelname | Geen deelname | Geen deelname | Geen deelname |
| 1990 | 10            | Midori Kudoh   | 9             | 1             | 8             | 34            | 77            |
| 1991 | Geen deelname | Geen deelname  | Geen deelname | Geen deelname | Geen deelname | Geen deelname | Geen deelname |
| 1992 | 9             | Mayumi Seguchi | 9             | 2             | 7             | 50            | 68            |
| 1993 | 6             | Mayumi Seguchi | 9             | 3             | 6             | 44            | 79            |
| 1994 | 10            | Mayumi Seguchi | 9             | 1             | 8             | 42            | 71            |
| 1995 | 9             | Ayako Ishigaki | 9             | 2             | 7             | 47            | 66            |
| 1996 | 6             | Ayako Ishigaki | 9             | 4             | 5             | 60            | 50            |
| 1997 | 4             | Mayumi Ohkutsu | 11            | 6             | 5             | 71            | 76            |
| 1998 | 8             | Mayumi Ohkutsu | 9             | 2             | 7             | 45            | 55            |
| 1999 | 9             | Akiko Katoh    | 9             | 3             | 6             | 49            | 67            |
| 2000 | 9             | Yukari Okazaki | 9             | 2             | 7             | 38            | 75            |
| 2001 | 7             | Akiko Katoh    | 9             | 4             | 5             | 62            | 67            |

| Jaar | Plaats        | Skip             | WG            | W             | V             | PV            | PT            |
| ---- | ------------- | ---------------- | ------------- | ------------- | ------------- | ------------- | ------------- |
| 2002 | Geen deelname | Geen deelname    | Geen deelname | Geen deelname | Geen deelname | Geen deelname | Geen deelname |
| 2003 | 10            | Shinobu Aota     | 9             | 3             | 6             | 52            | 62            |
| 2004 | 7             | Shinobu Aota     | 9             | 4             | 5             | 66            | 64            |
| 2005 | 9             | Yumie Hayashi    | 11            | 3             | 8             | 67            | 92            |
| 2006 | 11            | Yukako Tsuchiya  | 11            | 3             | 8             | 59            | 72            |
| 2007 | 8             | Moe Meguro       | 11            | 4             | 7             | 55            | 70            |
| 2008 | 4             | Moe Meguro       | 15            | 9             | 6             | 103           | 91            |
| 2009 | Geen deelname | Geen deelname    | Geen deelname | Geen deelname | Geen deelname | Geen deelname | Geen deelname |
| 2010 | 11            | Moe Meguro       | 11            | 2             | 9             | 53            | 88            |
| 2011 | Geen deelname | Geen deelname    | Geen deelname | Geen deelname | Geen deelname | Geen deelname | Geen deelname |
| 2012 | Geen deelname | Geen deelname    | Geen deelname | Geen deelname | Geen deelname | Geen deelname | Geen deelname |
| 2013 | 7             | Satsuki Fujisawa | 11            | 5             | 6             | 62            | 78            |
| 2014 | Geen deelname | Geen deelname    | Geen deelname | Geen deelname | Geen deelname | Geen deelname | Geen deelname |
| 2015 | 6             | Ayumi Ogasawara  | 11            | 6             | 5             | 67            | 66            |
| 2016 | 2             | Satsuki Fujisawa | 14            | 10            | 4             | 98            | 70            |
| 2017 | Geen deelname | Geen deelname    | Geen deelname | Geen deelname | Geen deelname | Geen deelname | Geen deelname |
| 2018 | 10            | Tori Koana       | 12            | 5             | 7             | 72            | 82            |
| 2019 | 4             | Seina Nakajima   | 15            | 7             | 8             | 100           | 93            |
| 2021 | 11            | Sayaka Yoshimura | 13            | 5             | 8             | 85            | 81            |
| 2022 | 7             | Ikue Kitazawa    | 12            | 6             | 6             | 59            | 63            |
| 2023 | 6             | Satsuki Fujisawa | 13            | 7             | 6             | 77            | 72            |
| 2024 | 11            | Miyu Ueno        | 12            | 3             | 9             | 64            | 84            |
| 2025 | 9             | Sayaka Yoshimura | 12            | 4             | 8             | 78            | 79            |

## Japan op het Pacifisch-Aziatisch kampioenschap
| Jaar | Plaats | Skip            | WG | W | V | PV | PT |
| ---- | ------ | --------------- | -- | - | - | -- | -- |
| 1991 | 1      | Midori Kudoh    | ?  | ? | ? | ?  | ?  |
| 1993 | 1      | Mayumi Seguchi  | ?  | ? | ? | ?  | ?  |
| 1994 | 1      | Ayako Ishigaki  | 5  | 5 | 0 | 56 | 16 |
| 1995 | 1      | Ayako Ishigaki  | 5  | 5 | 0 | 65 | 13 |
| 1996 | 1      | Mayumi Ohkutsu  | ?  | ? | ? | ?  | ?  |
| 1997 | 1      | Mayumi Ohkutsu  | 5  | 5 | 0 | 69 | 11 |
| 1998 | 1      | Akiko Katoh     | ?  | ? | ? | ?  | ?  |
| 1999 | 1      | Yukari Okazaki  | 5  | 5 | 0 | 42 | 14 |
| 2000 | 1      | Akiko Katoh     | 5  | 4 | 1 | 45 | 26 |
| 2001 | 2      | Akiko Katoh     | 9  | 8 | 1 | 85 | 31 |
| 2002 | 1      | Shinobu Aota    | 10 | 9 | 1 | 81 | 46 |
| 2003 | 1      | Shinobu Aota    | 8  | 8 | 0 | 82 | 30 |
| 2004 | 1      | Yumie Hayashi   | 8  | 7 | 1 | 65 | 45 |
| 2005 | 1      | Yukako Tsuchiya | 8  | 7 | 1 | 67 | 36 |
| 2006 | 3      | Moe Meguro      | 7  | 4 | 3 | 56 | 35 |

| Jaar | Plaats | Skip             | WG | W | V | PV  | PT |
| ---- | ------ | ---------------- | -- | - | - | --- | -- |
| 2007 | 2      | Moe Meguro       | 9  | 8 | 1 | 81  | 38 |
| 2008 | 3      | Moe Meguro       | 9  | 6 | 3 | 73  | 53 |
| 2009 | 2      | Moe Meguro       | 10 | 7 | 3 | 73  | 53 |
| 2010 | 3      | Mayo Yamaura     | 10 | 5 | 5 | 69  | 65 |
| 2011 | 4      | Satsuki Fujisawa | 8  | 2 | 6 | 42  | 55 |
| 2012 | 2      | Satsuki Fujisawa | 13 | 8 | 5 | 94  | 70 |
| 2013 | 3      | Ayumi Ogasawara  | 10 | 5 | 5 | 72  | 63 |
| 2014 | 3      | Ayumi Ogasawara  | 11 | 6 | 5 | 74  | 63 |
| 2015 | 1      | Satsuki Fujisawa | 10 | 8 | 2 | 74  | 43 |
| 2016 | 3      | Satsuki Fujisawa | 9  | 7 | 2 | 77  | 28 |
| 2017 | 2      | Satsuki Fujisawa | 12 | 7 | 5 | 91  | 61 |
| 2018 | 2      | Satsuki Fujisawa | 8  | 7 | 1 | 100 | 33 |
| 2019 | 2      | Seina Nakajima   | 9  | 7 | 2 | 103 | 35 |
| 2021 | 1      | Sayaka Yoshimura | 7  | 6 | 1 | 60  | 35 |

## Japan op het pan-continentaal kampioenschap
| \| Jaar \| Plaats \| Skip \| WG \| W \| V \| PV \| PT \| \| ---- \| ------ \| ---------------- \| -- \| - \| - \| -- \| -- \| \| 2022 \| 1 \| Satsuki Fujisawa \| 10 \| 8 \| 2 \| 88 \| 39 \| \| 2023 \| 2 \| Satsuki Fujisawa \| 9 \| 7 \| 2 \| 74 \| 47 \| \| 2024 \| 4 \| Miyu Ueno \| 9 \| 6 \| 3 \| 68 \| 45 \| |        |                  |    |   |   |    |    |
| Jaar | Plaats | Skip             | WG | W | V | PV | PT |
| 2022 | 1      | Satsuki Fujisawa | 10 | 8 | 2 | 88 | 39 |
| 2023 | 2      | Satsuki Fujisawa | 9  | 7 | 2 | 74 | 47 |
| 2024 | 4      | Miyu Ueno        | 9  | 6 | 3 | 68 | 45 |

Andorra · Australië · België · Brazilië · Bulgarije · Canada · China · Chinees Taipei · Denemarken · Duitsland · Engeland · Estland · Filipijnen · Finland · Frankrijk · Groot-Brittannië · Hongarije · Hongkong · Ierland · Italië · Jamaica · Japan · Kazachstan · Kenia · Kroatië · Letland · Litouwen · Luxemburg · Mexico · Nederland · Nieuw-Zeeland · Nigeria · Noorwegen · Oekraïne · Oostenrijk · Polen · Portugal · Qatar · Roemenië · Rusland · Schotland · Servië · Slovenië · Slowakije · Spanje · Thailand · Tsjechië · Tsjecho-Slowakije · Turkije · Verenigde Staten · Wales · Wit-Rusland · Zuid-Korea · Zweden · Zwitserland